# Isabeli Fontana

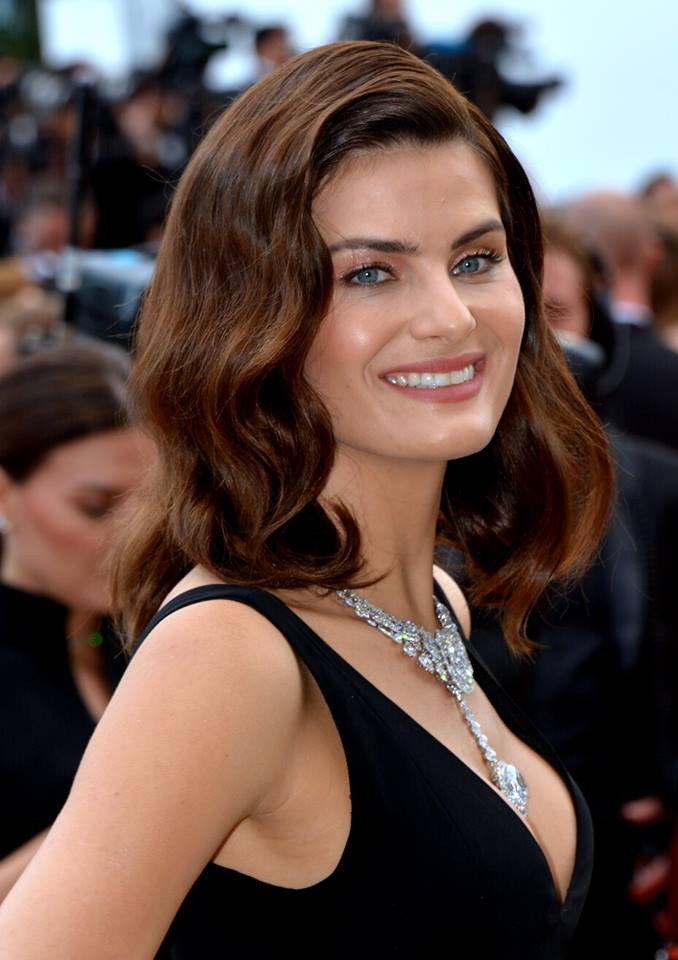
Isabeli Fontana

Isabeli Bergossi Fontana (* 4. Juli 1983 in Curitiba) ist ein brasilianisches Model.
Isabeli Fontana begann das Modeln mit 16 Jahren für einen Katalog der Marke Victorias Secret. Es folgten Anzeigenkampagnen für Hennes & Mauritz, Giorgio Armani SpA, Chanel, Valentino und Versace.
Als Covermodel war sie auf internationalen Ausgaben der Elle, Harpers Bazaar und Vogue zu sehen. Von 2003 bis 2014 wirkte sie bei den Victoria’s Secret Fashion Shows mit. 2011 wurde sie von Karl Lagerfeld für den Pirelli-Kalender fotografiert. 2012 wurde sie als bestes Model mit dem Elle Style Award ausgezeichnet.